# Рашмор (город, Миннесота)
Рашмор (англ. Rushmore) — город в округе Ноблс, штат Миннесота, США. На площади 0,7 км² (0,7 км² — суша, водоёмов нет), согласно переписи 2002 года, проживают 376 человек. Плотность населения составляет 573,3 чел./км².
- Телефонный код города — 507
- Почтовый индекс — 56168
- FIPS-код города — 27-56338[1]
- GNIS-идентификатор — 0650420[2]